# Oedopeza umbrosa
Oedopeza umbrosa es una especie de escarabajo longicornio del género Oedopeza, tribu Acanthocinini, subfamilia Lamiinae. Fue descrita científicamente por Germar en 1823.

## Descripción
Mide 8-14,8 milímetros de longitud.

## Distribución
Se distribuye por Argentina, Brasil y Paraguay.